# Ruskeasuo
Ruskeasuo (en suédois : Brunakärr, en français : Le Marais brun) est un quartier du centre d’Helsinki situé de part et d'autre de la rue Mannerheimintie. 

## Description

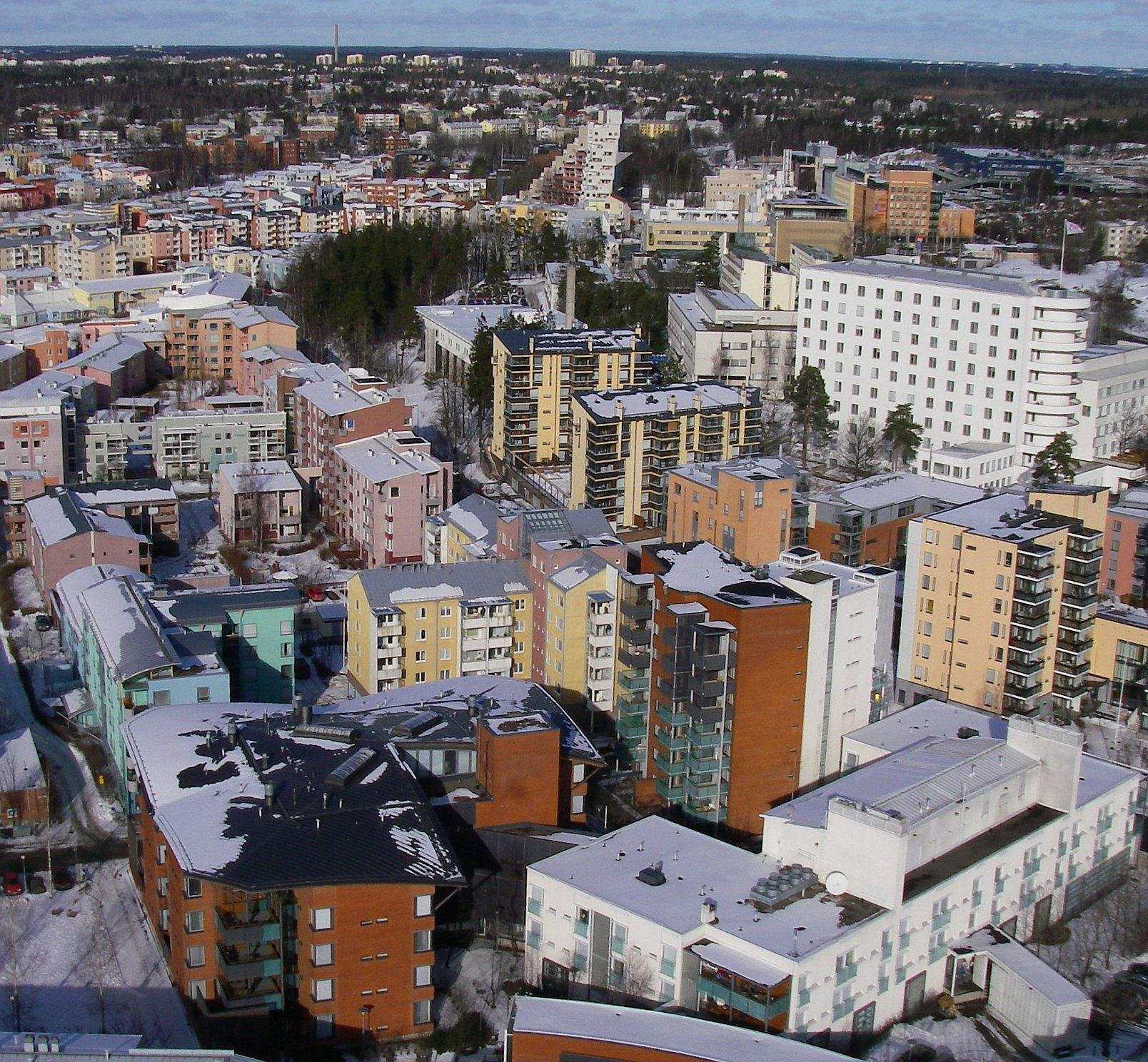
Vue aérienne de Pikku Huopalahti dans le quartier de Ruskeasuo et de Meilahti

Pour une superficie de 1,48 km2 et le nombre d'emplois est de 6 100 (31.12.2005), en 2008 le nombre d'habitants de Ruskeasuo est d'environ 6 900 ).
Construits à partir des années 1950, les bâtiments le long de la rue Mannerheimintie ont 6 à 8 étages. Entre Mannerheimintie et le parc central d'Helsinki les immeubles sont généralement bas.
Ruskeasuo fait partie du superdistrict de Reijola avec Laakso et Meilahti.